# Braye-en-Laonnois
Braye-en-Laonnois település Franciaországban, Aisne megyében. Lakosainak száma 189 fő (2022. január 1.). Braye-en-Laonnois Chevregny, Colligis-Crandelain, Moussy-Verneuil, Ostel, Pancy-Courtecon, Soupir és Vendresse-Beaulne községekkel határos.

## Népesség
A település népességének változása:
| Lakosok száma | 237  | 209  | 192  | 211  | 223  | 219  | 203  | 190  | 186  | 189  |
|               | 1968 | 1982 | 1990 | 2006 | 2013 | 2015 | 2017 | 2019 | 2020 | 2022 |